# Улица Симонова (Казань)
Улица Симонова (тат. Симонов урамы) — улица в Авиастроительном районе Казани. Находится в микрорайонах сначала Караваево, затем Новое Караваево.
Проходит с востока на запад от улицы Годовикова до улицы Челюскина переходом в Шатурскую улицу. Пересекается с улицами Годовикова, Малой Печерской, Лукина, Ленинградской, Чапаева, Челюскина и Шатурской.

## История
Улица Симонова была образована в соответствии с Постановлением главы администрации города Казани № 741 от 8 апреля 2005 года «Об увековечении имён участников Великой Отечественной войны в наименованиях улиц г. Казани» путём переименования участка улицы Шатурской от улицы Годовикова до пересечения с улицей Челюскина.
Названа в честь Героя Советского Союза, полковника Военно-Воздушных сил, участника Великой Отечественной войны Михаила Васильевича Симонова (1913 — 2004).
На доме № 6 по улице Симонова была помещена памятная доска с надписями на русском и татарском языках: «Улица названа в честь Михаила Васильевича Симонова / Героя Советского Союза / полковника Военно-воздушных сил / Участника Великой Отечественной войны 1941 — 1945». Впоследствии она была заменена новой мемориальной доской с портретом М. В. Симонова, которая в настоящее время располагается на здании средней общеобразовательной школы № 62 города Казани.
Историческая застройка улицы практически не сохранилась.

## Современное состояние
Общая протяжённость улицы составляет 1260 метров.
На улице Симонова находятся дома с номерами: 2 Б (1962 года постройки), 3, 5 / 28, 6 (1992 года постройки), 11 А, 12 А, 14 / 41 (2006 года постройки), 15 (2008 года постройки), 16 (2007 года постройки), 17, 19 / 20.

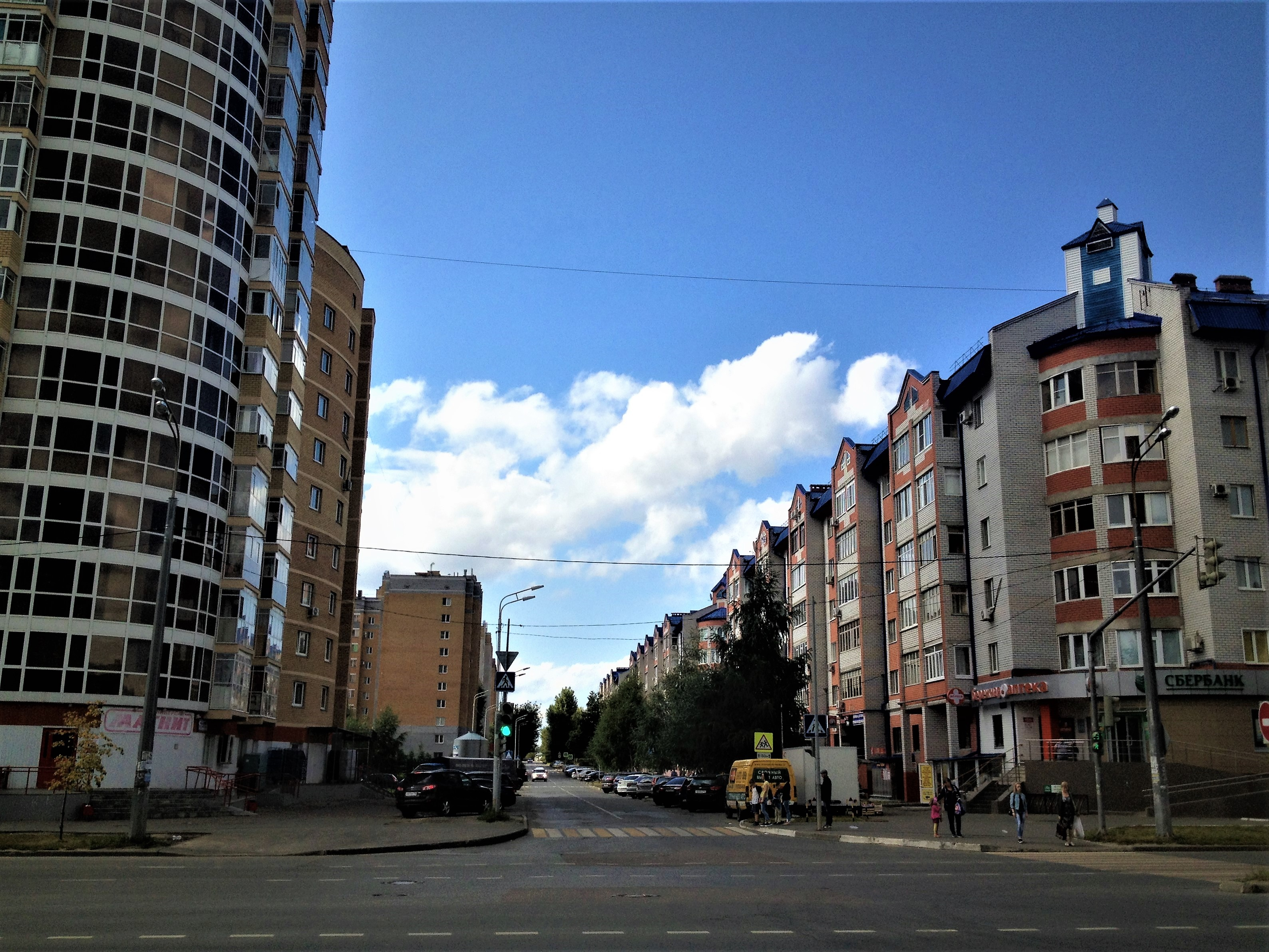
Улица Симонова на пересечении с улицей Ленинградской
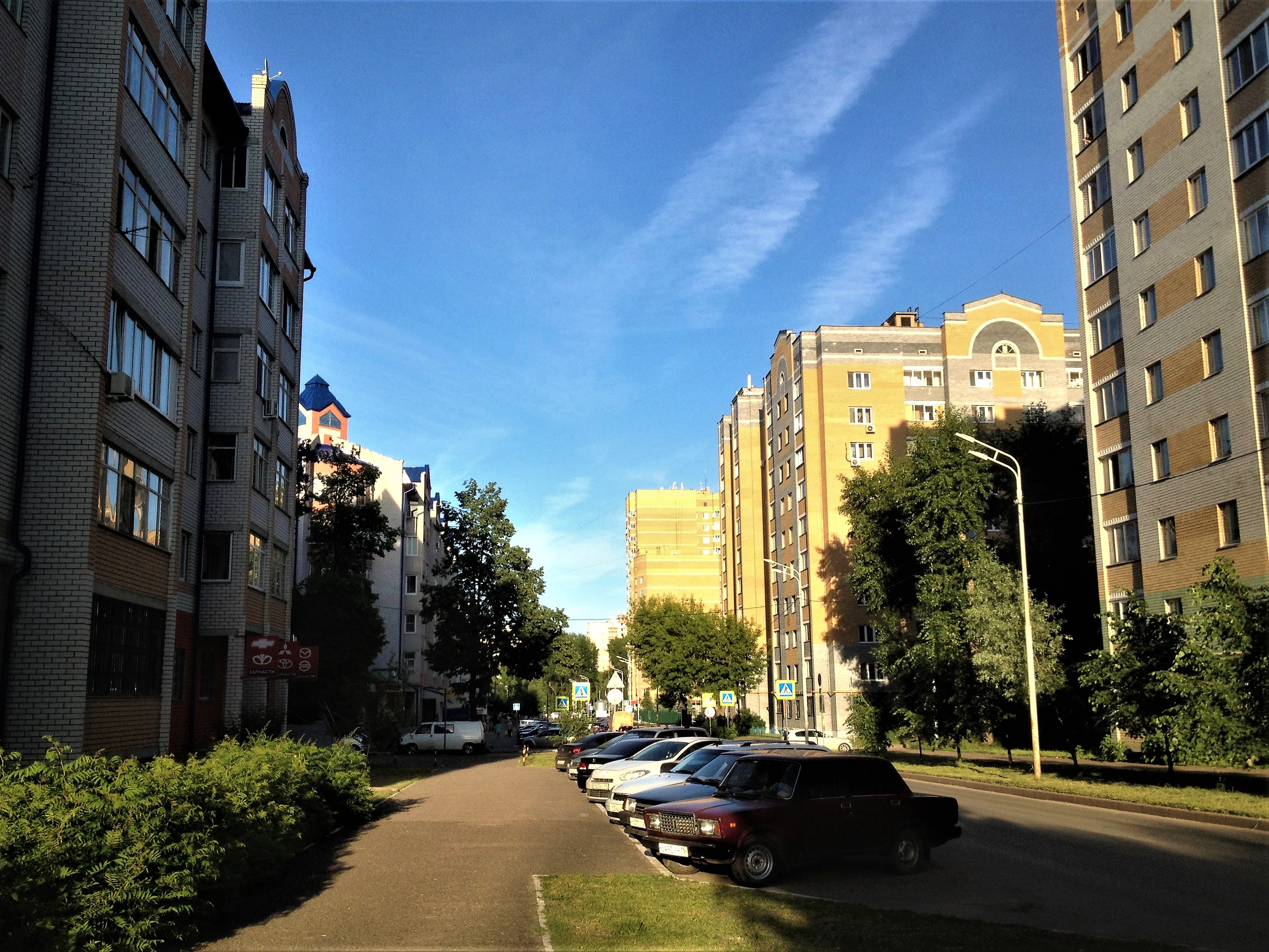
Проезжая часть ул. Симонова на участке между ул. Ленинградской и ул. Челюскина

## Объекты

#### Образовательные учреждения

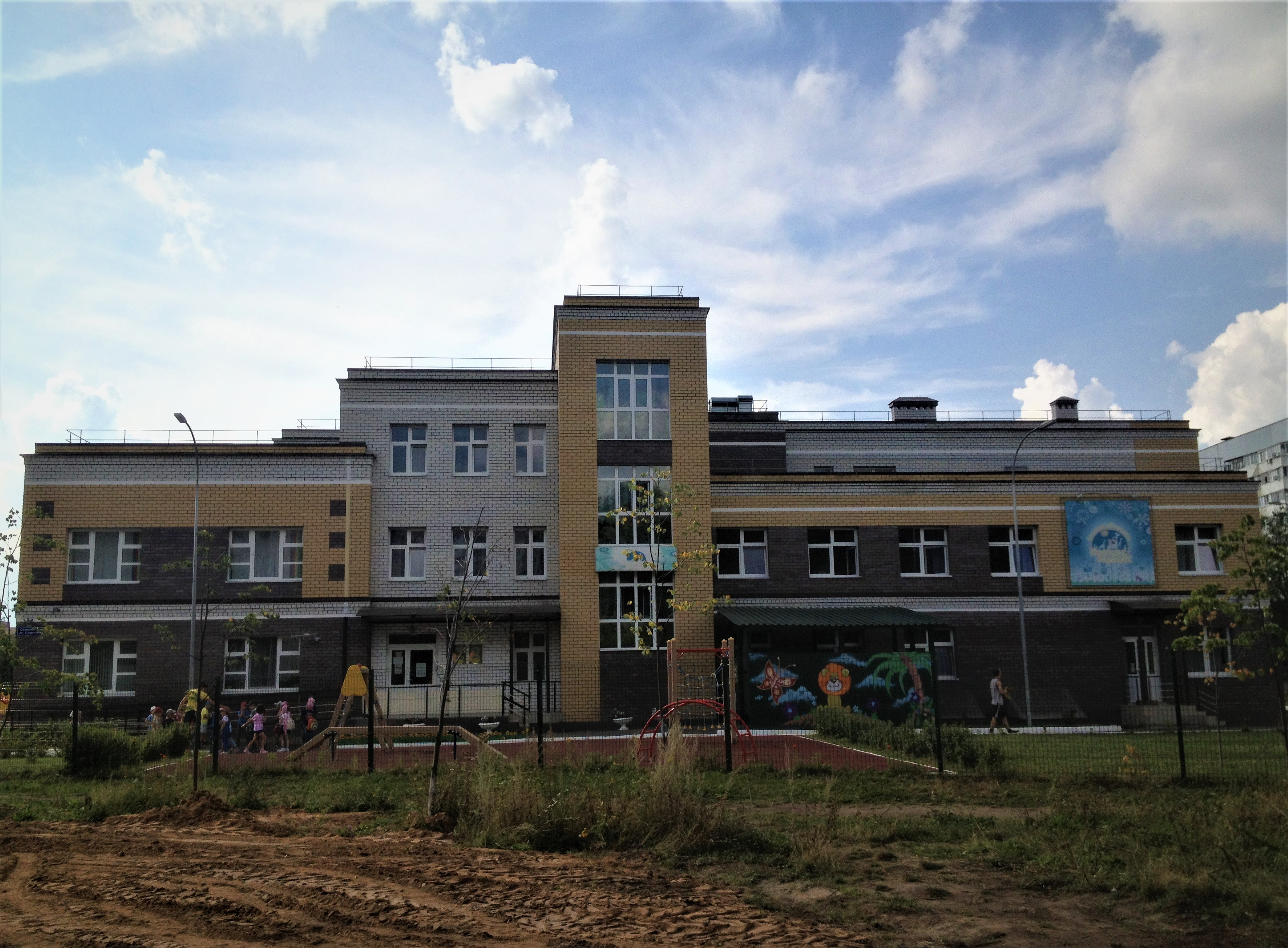
Детский сад № 20 (ул. Симонова, д. 3)

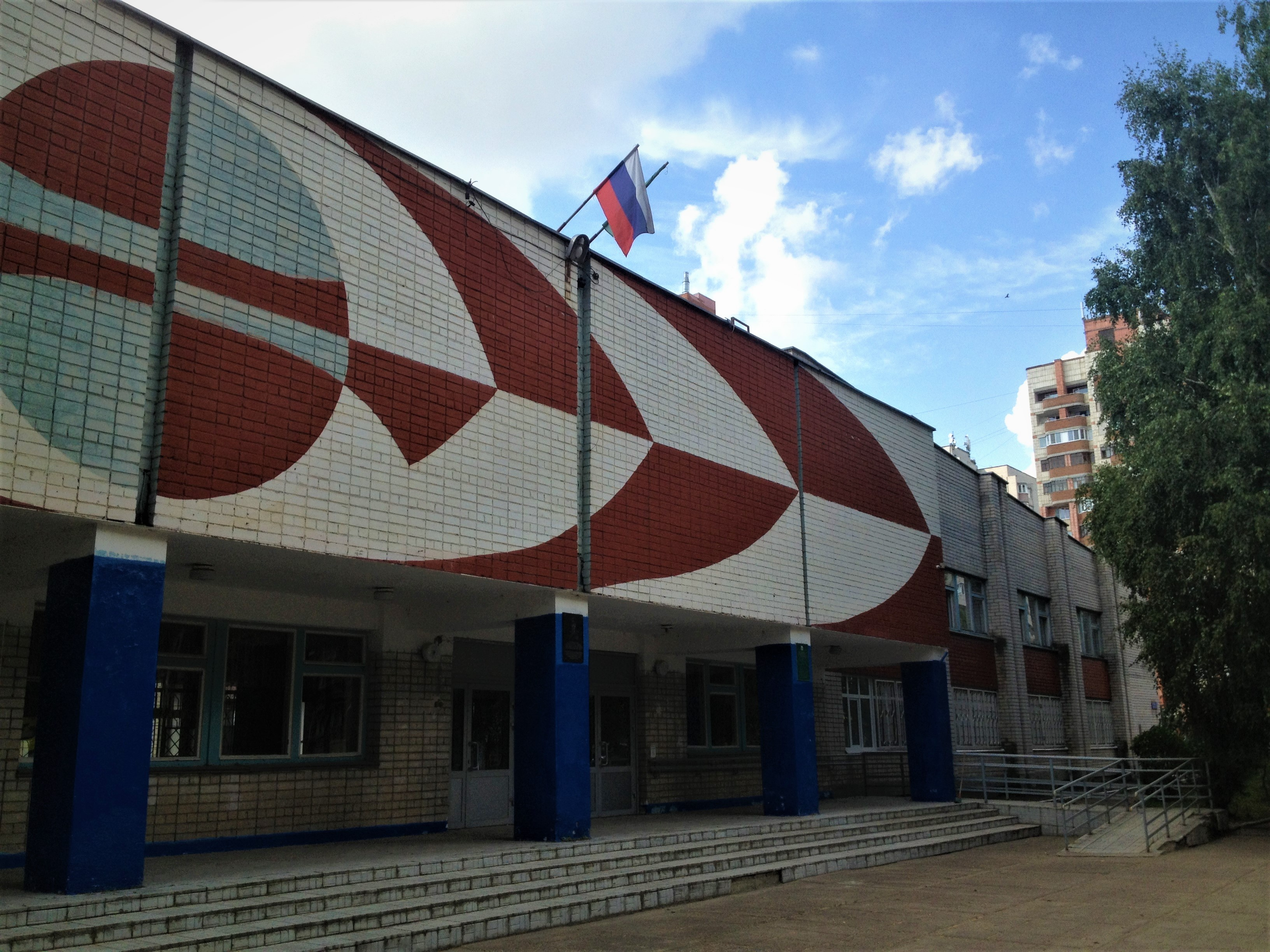
Школа № 62 (ул. Симонова, д. 5 / 28)

На улице Симонова располагается большое количество образовательных учреждений:
- МБДОУ «Детский сад № 20 комбинированного вида» Авиастроительного района города Казани (ул. Симонова, д. 3), созданное в 2014 году.[8]
- МОУ «Средняя общеобразовательная школа с углублённым изучением отдельных предметов № 62» Авиастроительного района города Казани (ул. Симонова, д. 5 / 28), созданное в 1985 году.[9]
- МБДОУ «Детский сад № 9 комбинированного вида» Авиастроительного района города Казани (ул. Симонова, д. 11 А), созданное в 2014 году.[10]
- МБУДО «Центр внешкольной работы» Авиастроительного района города Казани, созданное в 1995 году.[11]
- МБОУ «Средняя общеобразовательная школа № 33 с углублённым изучением отдельных предметов» Авиастроительного района города Казани (ул. Симонова, д. 17), созданное в 2008 году.[12]
- МБДОУ «Детский сад № 14 комбинированного вида» Авиастроительного района города Казани (ул. Симонова, д. 20 А), созданное в 2011 году.[13]
- МАДОУ «Детский сад № 404 комбинированного вида» Авиастроительного района Казани (ул. Симонова, д. 37 А), созданное в 1991 году.[14]

Помимо этого, на пересечении улиц Симонова и Ленинградской находится (ул. Ленинградская, д. 28) находится главное здание МБОУ «Средняя общеобразовательная школа № 54 с углублённым изучением отдельных предметов» Авиастроительного района города Казани.

### Торговые учреждения, кафе, бары
- Суши-бар «Япончик» (ул. Симонова, д. 14 / 41).[16]
- Магазин «Рыболов» (ул. Симонова, д. 14 / 41).[17]
- Универсам торговой сети «Магнит» (ул. Симонова, д. 15).[18]
- Книжный магазин торговой сети «Глобус» (ул. Симонова, д. 15).[19]
- Кафе «Версаль» (ул. Симонова, д. 16).[20]
- Магазин товаров для детей и беременных «Я родился!» (ул. Симонова, д. 16).[21]

### Банки
- Банк «Аверс» (ДО «Авиастроительный») (ул. Симонова, д. 15).[22]
- «Банк Казани» (ДО «Авиастроительный») (Дополнительный офис № 14) (ул. Симонова, д. 15).[23]
- «Тимер Банк» (Дополнительный офис «Симонова») (ул. Симонова, д. 14 / 41).[24]